# Tiilerilaaq
Tiilerilaaq (tidligere Tiniteqilaaq) er en lille bygd med 93 indbyggere (2023) 40 kilometer nord for Tasiilaq, i Ammassalikdistriktet i Østgrønland under Sermersooq Kommune. 
I syd deler Ikaasativaq fjorden Tiilerilaaq fra Ammassalik Ø. Placeret på den nedre del af en lille halvø har bygden udsigt over Sermilikfjorden med dens drivis og enorme isfjelde. Fra bygden er der ligeledes udsigt til de nordlige fjelde og en af Ammassalikøens store gletschere.
Her er fangererhvervet stadig det eneste erhvervsgrundlag, og hundene dominerer bygdebilledet i næsten endnu højere grad her end andre steder i landet. Stednavnet er grønlandsk med betydningen 'sundet, der løber tørt ved lavvande'. 
Der er kun 1 km bilvej, så transporten i Tiilerilaaq foregår for det meste til fods, bil, på hundeslæde eller med snescooter. 
Der er 71 enfamiliehuse, hvoraf ca. 15 står tomme. Boligerne er beliggende omkring omkring bygdens centrale dele i nærheden af fællesfaciliteterne som er  beliggende i to områder. Det ene område er beliggende omkring havnen med butik, lagerbygning, posthus, bank, salteri, gasdepot og tankanlæg. Det andet område ligger lidt nord for havnen med skole, kirke, servicehus, forsamlingshus og brandstation. Havnen består af en 8 meter lang anløbsbro. Vanddybden er 4 meter ved højeste normalvandstand.  Skolen i Tiilerilaaq, Tiilerilaami Alivarpi, er en folkeskole med med ca. 40 elever fra i 1. klasse til 7. klasse. 
Bygden forsynes med el fra elværket, placeret ved havnen. Vandforsyningen består af råvandsindtag fra en vandsø nord for bygden, råvandsledning og vintervandtank med tapsted. Gråt spildevand afledes til terræn. Der er etableret en dag- og natrenovationsordning med tilhørende dump.

## Historie
Der er uvished om bygdens oprindelse.  Oprindeligt har folk boet forskellige steder sommer og vinter, og ikke nødvendigvis de samme steder hver år. Tiilerilaaq menes grundlagt omkring 1920. I 1946 var der 76 indbyggere. Samme år blev der bygget et skolekapel. 1957 fik stedet salthus og butik fra KGH, selvom Tiilerilaaq aldrig havde status som et udsted. I 1960 boede 154 personer i Tiilerilaaq og samme år blev der bygget en lejlighed til en jordemoder og i 1965 en radiostation. I 1970 var befolkningen steget til 208

## Turisme
I sensommermånederne, hvor sortbærrene er modne, er fjorden mål for weekends- og fritidssejlere fra hele distriktet på bærtur. Vågehvaler og narhvaler er hyppige gæster i Sermilikfjorden.
Som turist i Tiilerilaaq har man mulighed for indkvartering hos en lokal familie. Fem familier tilbyder indkvartering hos sig. Det er også muligt at overnatte i servicehuset, hvor der er plads til otte personer.
Air Greenland beflyver Tiilerilaaq med helikopter fra Tasiilaq heliport hele året. 
Der sejles til Tiilerilaaq med bygdebåden M/S Johanna Kristina i perioden juni til slutningen af november måned. Båden, der også kan medtage passagerer og forsyninger, kommer 12 gange i løbet af perioden til Tiilerilaaq. Det koster ca. 500 kr. inklusiv gebyr at sejle fra Tasiilaq til Tiilerilaaq, det vil sige 1000 kr. tur/retur Tasiilaq-Tiilerilaaq. 
Endelig er det, om vinteren når fjordene er frosne, mulighed for at køre med hundeslæde eller snescooter til Tiilerilaaq, en tur på 42 kilometer.